# (6595) Munizbarreto
(6595) Munizbarreto (1987 QZ1) – planetoida z pasa głównego asteroid okrążająca Słońce w ciągu 3,79 lat w średniej odległości 2,43 j.a. Odkryta 21 sierpnia 1987 roku.